# Гроза (Днепропетровская область)
Гроза (укр. Гроза) — село, Войськовой сельский совет, Солонянский район, Днепропетровская область, Украина.
Код КОАТУУ — 1225081903. Население по переписи 2001 года составляло 47 человек .

## Географическое положение
Село Гроза находится в 2,5 км от правого берега реки Днепр, на расстоянии в 1 км от села Калиновка и в 2-х км от села Вовниги.